# Capricho árabe
Capricho árabe (en català, capritx àrab) és una serenata per a guitarra clàssica escrita pel compositor i guitarrista vila-realenc Francesc Tàrrega en 1892. Va ser dedicada pel seu autor a Tomás Bretón. L'obra ha sigut interpretada i enregistrada en incomptables ocasions per la major part dels guitarristes clàssics com Andrés Segovia o Narciso Yepes. A vegades es va anomenar com Serenata árabe o Capricho morisco. Ha sigut també escrita per a altres instruments, com violí o piano; per a aquest últim obra de Manuel Burgés. El violista italià Marco Misciagna ha arreglat i publicat aquesta peça per a viola sola, interpretant-la als seus concerts. També va ser instrumentat per a rondalla, banda de música i orquestra.
El dia 19 de desembre de 1915, durant el soterrament de Tàrrega a Castelló de la Plana, tres bandes de música es van situar al voltant del fèretre del compositor i van interpretar solemnement el Capricho árabe.